# كوبرنيكية
الكوبرنيكية أو نقوس (الاسم العلمي: Copernicia) هي جنس من النباتات يتبع الفصيلة الفوفلية من رتبة الفوفليات.

## من أنواع الكوبرنيكية
- كوبرنيكية أليفة الدبال (الاسم العلمي:Copernicia humicola)
- كوبرنيكية بيضاء (الاسم العلمي:Copernicia alba)
- كوبرنيكية جرداء (الاسم العلمي:Copernicia glabrescens)
- كوبرنيكية حادة الكأس (الاسم العلمي:Copernicia oxycalyx)
- كوبرنيكية سقفية (الاسم العلمي:Copernicia tectorum)
- كوبرنيكية شمعية (الاسم العلمي:Copernicia prunifera)
- كوبرنيكية صلبة (الاسم العلمي:Copernicia rigida)
- كوبرنيكية طويلة اللسان (الاسم العلمي:Copernicia longiglossa)
- كوبرنيكية فالوية (الاسم العلمي:Copernicia fallaensis)
- كوبرنيكية كبيرة (الاسم العلمي:Copernicia gigas)
- كوبرنيكية كبيرة اللسان (الاسم العلمي:Copernicia macroglossa)
- كوبرنيكية مضيافة (الاسم العلمي:Copernicia hospita)